# Mike Sanderson
Mike Sanderson (Whangarei, 29 mei 1971) is een Nieuw-Zeelandse zeiler. Hij is het meest bekend door het winnen van de Volvo Ocean Race 2005-2006 als schipper van de ABN Amro I. Met zijn 34 jaar was hij daarmee de jongste schipper ooit die de Volvo Ocean Race wist te winnen. 

## Volvo Ocean Race
Sanderson nam voor het eerst deel aan de Volvo Ocean Race in 1993-94 aan boord van de winnende boot New Zealand Endeavour. In 1997-98 maakte hij deel uit van de bemanning van de Merit Cup. In 2005-2006 won hij de race opnieuw, nu voor het eerst als schipper. Voor deze overwinning ontving hij de prestigieuze ISAF World Sailor of the Year Award in 2006. 
Hij keerde terug in de Volvo Ocean Race in 2011-12 als schipper van Team Sanya, de Iers-Chinese deelnemer aan de race. De boot, in 2008-09 gevaren als Telefónica Blue door Bouwe Bekking, werd geplaagd door problemen met o.a. de romp. Hierdoor eindigde het als zevende en laatste in het eindklassement.

## America's Cup
Sanderson heeft drie campagnes in de America's Cup op zijn naam staan. In 1995 voer hij mee met de deelnemer Tag Heuer. In 2000 won hij de race met Team New Zealand. In 2003 zeilde hij voor het Amerikaanse Oracle BMW Racing. Van 2007 tot 2010 was hij teamdirecteur van het Britse Team Origin, maar dit resulteerde uiteindelijk niet in een deelname.